# Czwarta władza

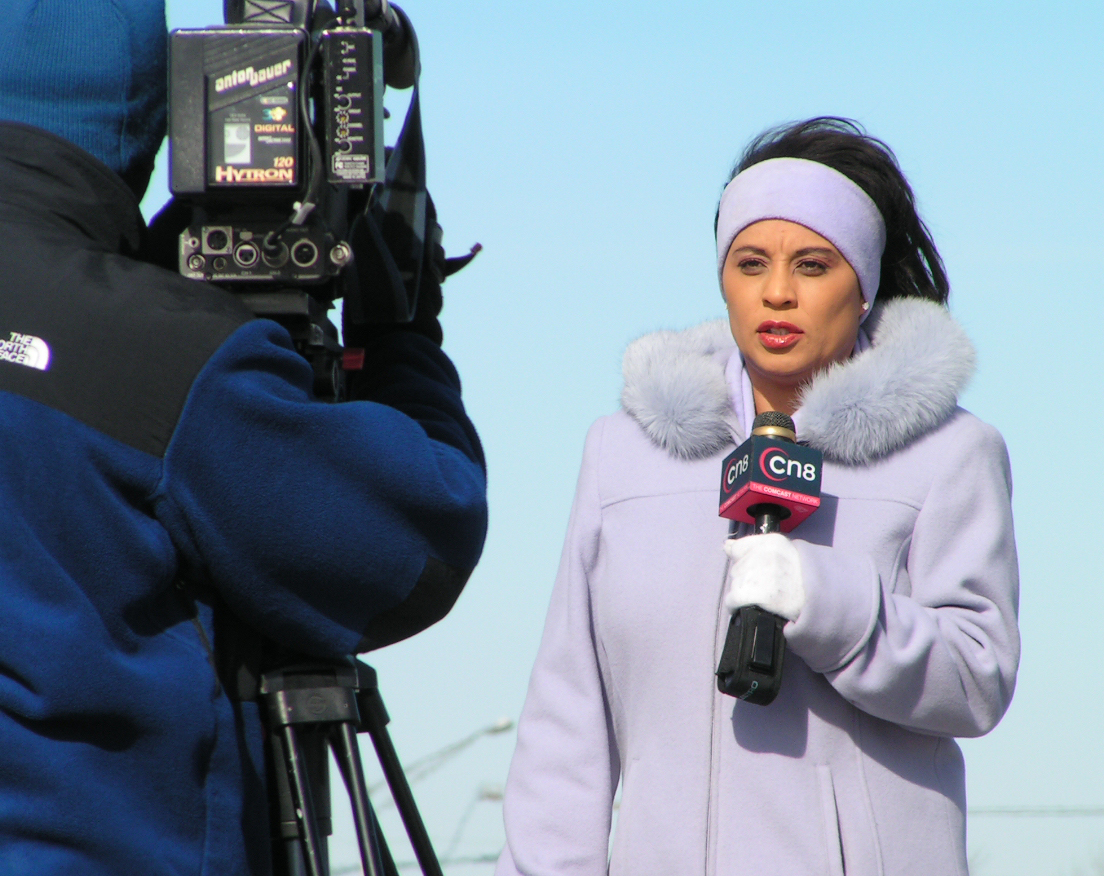
Reporterka telewizyjna – przedstawicielka czwartej władzy

Czwarta władza – w państwach demokratycznych określenie wolnej prasy (mediów masowych, środków masowej komunikacji, środków przekazu społecznego).
Ustawiana jest w szeregu obok władzy ustawodawczej, wykonawczej i sądowniczej, gdyż siła prasy jest tak wielka, że może kształtować społeczeństwo i politykę. Poza tym spełnia funkcję kontrolną pozostałych trzech władz, aby nie dochodziło do nadużyć i korupcji.

## Ustawodawstwo medialne
Wolność prasy i wolność wypowiedzi w Polsce gwarantuje Konstytucja z 1997 roku. Pojawia się w niej bezpośrednie odniesienie do tych dwóch elementów demokracji, co rzadko zdarza się w tego typu ustawach.
Zgodnie z art. 14 Konstytucji z 2 kwietnia 1997 r. „Rzeczpospolita Polska zapewnia wolność prasy i innych środków społecznego przekazu”. Artykuł 54 Konstytucji mówi, że każdemu zapewnia się wolność wyrażania swoich poglądów oraz pozyskiwania i rozpowszechniania informacji, a także, że „cenzura prewencyjna środków społecznego przekazu oraz koncesjonowanie prasy są zakazane”. W Polsce istnieje jedynie koncesjonowanie radia i telewizji ze względu na ograniczoną liczbę częstotliwości, które można przyznać na naziemne nadawanie mediów elektronicznych.
Dokumentem, który dokładnie reguluje działanie prasy, jest tzw. prawo prasowe, które głosi, że prasa, zgodnie z Konstytucją RP, korzysta z wolności wypowiedzi i urzeczywistnia prawo obywateli do rzetelnego informowania, jawności życia publicznego i kontroli i krytyki społecznej.
Taką szeroką ochronę prawną w Polsce ma głównie prasa. Jeżeli chodzi o radio i telewizję powołany został organ – Krajowa Rada Radiofonii i Telewizji – który z konstytucyjnego nakazu ma stać na straży wolności słowa w radiu i telewizji. Więcej na temat niezależności radia i telewizji mówi Ustawa o Radiofonii i Telewizji, która nakazuje Radzie kontrolę „samodzielności nadawców i interesów odbiorców oraz zapewnia otwarty i pluralistyczny charakter radiofonii i telewizji”.
Do wolności mediów odnoszą się także ratyfikowane przez Polskę prawo międzynarodowe – m.in. Europejska Konwencja o Ochronie Praw Człowieka i Podstawowych Wolności.

## Indoktrynacja w mediach
Powszechnie uważa się, że indoktrynacja w mediach to najlepszy sposób oddziaływania na gusta i preferencje polityczne. Takie mechanizmy wykorzystywano w polskich mediach w okresie PRL, m.in. w Polskiej Kronice Filmowej i Dzienniku Telewizyjnym (sztandarowy program informacyjny państwowej telewizji). Istotnym elementem indoktrynacji była także propaganda sukcesu w latach 70. W telewizji objawiała się ona m.in. wielkimi scenicznymi show w stylu Studia 2, Turnieju miast i Festiwalu Interwizji w Sopocie.
Słynne są także akcje dziennikarzy wymierzone w próbę ingerencji w niezależność mediów. Przykładem tego typu wydarzenia jest opuszczenie przez Aleksandrę Jakubowską (wówczas prowadzącą sztandarowy serwis informacyjny telewizji publicznej) studia telewizyjnego w proteście przeciwko politycznej zmianie kierownictwa Wiadomości.

## Kontrola społeczna
W XX wieku po II wojnie światowej, kiedy rozwój komunikacji osiągnął niebywałe rozmiary, obok tradycyjnego trójpodziału władzy pojawiło się pojęcie „czwartej władzy”, które odnosi się do siły jaką zdobyły media w społeczeństwach demokratycznych. Można powiedzieć, że media stoją na straży demokracji i praworządności, sprawują funkcję kontrolną.
Najlepszym przykładem takiej funkcji jest tzw. afera Watergate – skandal polityczny, ujawniony przez dziennikarzy Washington Post.
W drugiej dekadzie XXI wieku ogromny wpływ na kształtowanie poglądów zdobyły media społecznościowe funkcjonujące w internecie i skupiające ogółem ponad 3,8 miliarda osób z całego świata, czyli blisko połowę jego populacji.  Na początku stycznia 2021 roku Facebook i Twitter zablokowały, a następnie usunęły konta naruszające regulamin obu serwisów, ówczesnego prezydenta USA Donalda Trumpa.